# Podistera eastwoodiae
Podistera eastwoodiae là một loài thực vật có hoa trong họ Hoa tán. Loài này được (Rose ex Eastw.) Mathias & Constance miêu tả khoa học đầu tiên năm 1942.